# 中國電信股份有限公司
中国电信股份有限公司（港交所：00728；上交所：601728，简称：中国电信），是中国电信集团全资控股的上市企业，是中国电信集团负责具体经营基础电信业务的企业。

## 历史
2002年9月10日，中国电信股份有限公司在中华人民共和国国家工商行政管理总局注册登记注册，注册资本为8093236万，法定代表人为杨杰。中国电信股份有限公司被中华人民共和国国家工商行政管理总局批准开展基础电信业务和增值电信业务，并通过各种渠道与用户直接开展业务。
2009年1月7日，中国工业和信息化部向其控股公司中国电信集团公司颁发了基于CDMA2000 1x EV-DO规格的第三代移动通信（3G）营业执照。
2012年8月22日，中国电信股份有限公司斥资846億元收购中国电信集团公司除西藏自治區外30個省区市的CDMA網絡資產及負債，其中包括1907幅土地及1639幢房屋及其他建築。
2013年12月4日，中华人民共和国工业和信息化部向其控股公司中国电信集团公司颁发了基于TD-LTE制式的第四代移动通信（4G）营业执照
2014年3月26日，中国电信股份有限公司物联网分公司在无锡挂牌成立。
2014年12月4日，万达信息股份有限公司与中国电信股份有限公司上海分公司签署战略合作协议。
2015年2月27日，中国工业和信息化部向其控股公司中国电信集团公司颁发了基于FDD-LTE制式的第四代移动通信（4G）正式商用牌照。
2015年，董事长王曉初離任，由常小兵接任。2016年4月1日，原董事长常小兵被双开，杨杰出任董事长。
2019年1月中國電信股份有限公司與中國電信國際有限公司共同出資成立天翼融資租賃有限公司，註冊資本合計50億元，法定代表人為黃旭丹，註冊地為天津自貿試驗區（東疆保稅港區），經營範圍為融資租賃業務、租賃業務、向國內外購買租賃財產、租賃財產的殘值處理及維修、租賃諮詢、兼營與主營業務有關的商業保理業務。
2020年1月11日，紐約證券交易所將中國電信的美國預托證券（前紐交所上市編號：CHA）除牌。

## 公司架构
中国电信股份有限公司控股下列企业：

### 全资子公司和专业分支机构
- 各省、直辖市、自治区电信分公司（31个）
- 中国电信国际有限公司
- 天翼电信终端有限公司
- 号百信息服务有限公司
- 中国电信集团系统集成有限公司
- 天翼电子商务有限公司
- 天翼视讯传媒有限公司
- 云计算分公司
- 电子渠道运营中心

### 直属分支结构
- 中国电信学院
- 北京研究院
- 上海研究院
- 广州研究院